# روبرتو پرفومو
روبرتو پرفومو (اسپانیایی: Roberto Perfumo‎؛ زادهٔ ۳ اکتبر ۱۹۴۲) یک بازیکن فوتبال و سرمربی (فوتبال) اهل آرژانتین است.

## باشگاهی
از باشگاه‌هایی که در آن بازی کرده‌است می‌توان به باشگاه فوتبال ریسینگ کلاب، ریور پلاته و باشگاه ورزشی کروزیرو اشاره کرد.

## تیم ملی
وی همچنین در تیم ملی فوتبال آرژانتین بازی کرده‌است.